# Itu, São Paulo
Itu är en stad och kommun i Brasilien och ligger i delstaten São Paulo. Folkmängden i kommunen ligger på cirka 165 000 invånare (2014).
Stadens namn kommer från språket Tupi och betyder stort vattenfall. De två floderna Tietê och Jundiaí rinner genom staden.
Staden grundades år 1610 av portugisen Domingos Fernandes. Den blev en församling år 1653. År 1657 upphöjdes den till en liten stad och en kommun. Staden blev en del av Brasilien 1822 och år 1843 upphöjdes staden igen från småstad till stad.

## Geografi
Stadens klimat är subtropiskt med temperaturer som varierar mellan 16 och 22°. Sommaren är varm och torr medan vintern är måttligt kall och har också ett torrt klimat.

## Vänorter
- Salto, Brasilien
- Chambéry, Frankrike